# Ik weet het niet
Ik weet het niet is een single van André van Duin alias De buurtbrothers. De single werd opgenomen in de geluidsstudio van Jan Rietman, die tevens optrad als muziekproducent en ook deels als arrangeur. Het werd Van Duins eerste single voor een nieuw platenlabel. Na jaren zijn output uitgebracht te hebben via CNR Records was het nu de beurt aan Dino Music.
Ik weet het niet is gebaseerd op het lied Eenzaam en verlaten van Eddy Christiani. Van Duin schreef er een nieuwe tekst bij. Het lied sluit in de tekst aan op De buurtsuper in "Goeiemorgen, goeiemiddag" en Bim bam. De "B-kant" Het hek van de buurvrouw is door Van Duin zelf geschreven met hulp van Harry van Hoof.

## Hitnotering
De Nederlandse Top 40 werd niet bereikt (wel de tipparade daarvan) en ook de Belgische BRT Top 30 en de Vlaamse Ultratop 50 kennen het plaatje niet.

### NederlandseNationale Hitparade Top 100
Deze hitparade werd net aan gehaald, mede doordat de lijst was uitgebreid van 50 tot 100 posities.
| Positie: | 98 | 97 | 93 | 100 | uit |